# Oxylamia flavoguttata
Oxylamia flavoguttata là một loài bọ cánh cứng trong họ Cerambycidae.